# فانبورم
فانبورم (بالإنجليزية: Vannappuram)‏ هي منطقة سكنية تقع في الهند في ادوكي. يقدر عدد سكانها بـ 27,449 نسمة .